# Протекторат
Протекторат је израз којим означава однос двију држава у којој једна држава другој, обично војнички, економски или на неки други начин слабијој, води спољне послове и одбрану, односно пружа "заштиту"; заштићена држава, пак, у потпуности или у већој мјери задржава аутономију и/ли сувереност у унутрашњим питањима. У замену, протекторат обично прихвата одређене обавезе у зависности од услова њиховог уређења. Обично се протекторати успостављају de jure уговором. Под одређеним условима — као у случају Египта под британском влашћу (1882–1914) — држава се такође може означити као де факто протекторат или прикривени протекторат.
Протекторат се разликује од колоније јер има локалне владаре, није директно поседован и ретко доживљава колонизацију од стране државе сузерена. Држава која је под заштитом друге државе, а задржава своју „међународну личност“ назива се „заштићеном државом“, а не протекторатом.
Израз, који потиче од латинске ријечи протегере ("заштитити") је традиционално описивао односе између двију држава, а који се заснивао на споразуму или као посљедица освајања. У 19. вијеку се под изразом протекторат почела подразумијевати и подручја Азије, Африке и Океаније на којима су тадашње колонијалне силе успостављале власт једнострано их проглашавајући подручјима "под својом заштитом". Израз протекторат је због потоње праксе стекао пежоративно значење, односно због формализације неравноправног односа двије државе га се сматра супротним начелу о праву на самоодређење. Након првог свјетског рата је, пак, Лига народа успоставила властите протекторате у облику мандатних подручја, а након другог свјетског рата су УН успоставили старатељска подручја која функционишу као протекторати.
На подручју Србије се према резолуцији 1244 и Косово сматра својеврсним протекторатом.

## Историја
Протекторати су једно од најстаријих обележја међународних односа, које датира још од Римског царства. Civitates foederatae су били градови који су били подређени Риму због својих спољних односа. У средњем веку, Андора је била протекторат Француске и Шпаније. Модерни концепти протектората осмишљени су у деветнаестом веку.

## Типологија

### Спољни послови
У пракси, протекторат често има директне спољне односе само са заштитником, и на њега преноси управљање свим својим важнијим међународним пословима. Слично томе, протекторат ретко самостално предузима војну акцију, већ се за своју одбрану ослања на заштитника. Ово се разликује од анексије по томе што заштитник нема формалну моћ да контролише унутрашње послове протектората.
Протекторати се разликују од мандата Лиге народа и њених наследника, поверилачких територија Уједињених нација, чију администрацију, у различитом степену, надгледа међународна заједница. Протекторат формално улази у заштиту кроз билатерални споразум са заштитником, док међународним мандатом управља тело које представља светску заједницу, са или без де факто административне моћи.

### Заштићена држава
Заштићена држава има облик заштите где наставља да задржава „међународни идентитет“ и ужива договорени опсег независности у вођењу своје спољне политике.
Из политичких и прагматичних разлога, однос заштите се обично не рекламира, већ се описује еуфемизмима као што је „независна држава са посебним уговорним односима“ са државом која је штити. Заштићена држава се појављује на светским мапама као и свака друга независна држава.
Међународна управа државе се такође може сматрати интернационализованим обликом заштите, где је заштитник међународна организација, а не држава.

### Колонијална заштита
Више региона — као што су колонија и протекторат Нигерије, колонија и протекторат Лагос и слични — били су предмет колонијалне заштите. Услови заштите су генерално знатно мање издашни за подручја колонијалне заштите. Протекторат је често био сведен на де факто стање слично колонији, али са претходно постојећом матичном државом која је и даље била агент индиректне владавине. Повремено, протекторат је успостављан другим обликом индиректне владавине: овлашћена компанија, која постаје де факто држава у својој европској матичној држави (али географски преко океана), којој је дозвољено да буде независна земља са сопственом спољном политиком и генерално сопственим оружаним снагама.

### Пријатељска заштита
У амикалној заштити — као што је случај са Сједињеним Државама Јонских острва од стране Британије — услови су често веома повољни за протекторат. Политички интерес заштитника је често моралан (питање прихваћене моралне обавезе, престижа, идеологије, унутрашње популарности или династичких, историјских или етнокултурних веза). Такође, интерес заштитника је у супротстављању супарничкој или непријатељској сили — као што је спречавање ривала да добије или задржи контролу над подручјима од стратешког значаја. Ово може укључивати веома слаб протекторат који предаје контролу над својим спољним односима, али можда не представља никакву стварну жртву, јер протекторат можда не би могао да их користи на сличан начин без снаге заштитника.
Пријатељска заштита је често била проширена од стране великих сила и на друге хришћанске (уопштено европске) државе, и на државе без великог значаја. После 1815. године, нехришћанске државе (као што је кинеска династија Ћинг) такође су пружале амикалну заштиту другим, много слабијим државама.
У модерним временима, облик амикалне заштите може се посматрати као важна или дефинишућа карактеристика микростања. Према дефиницији коју је предложио Думиенски (2014): „микродржаве су модерне заштићене државе, односно суверене државе које су биле у стању да једнострано пренесу одређене атрибуте суверенитета већим силама у замену за бенигну заштиту своје политичке и економске одрживости од својих географских или демографских ограничења“.